# Mugabwe
Mugabwe är ett vattendrag i Burundi.   Det ligger i provinsen Makamba, i den södra delen av landet, 100 kilometer sydost om huvudstaden Bujumbura.
Omgivningarna runt Mugabwe är en mosaik av jordbruksmark och naturlig växtlighet. Runt Mugabwe är det tätbefolkat, med 343 invånare per kvadratkilometer.